# سفره ستينرسن
سفرّه ستينرسين (بالنرويجية: Sverre Stenersen) (18 يونيو 1926 - 17 ديسمبر 2005) كان لاعب تزلج نوردي مزدوج (nordic combined) من النرويج. فاز بالميدالية البرونزية في دورة الألعاب الأولمبية الشتوية 1952 في أوسلو.

## وصلات خارجية
- سفره ستينرسن على موقع الاتحاد الدولي للتزلج (التزلج النوردي المزدوج) (الإنجليزية)
- سفره ستينرسن على موقع أوليمبيديا (الإنجليزية)
- Holmenkollen medalists - click Holmenkollmedaljen for downloadable pdf file (بالنرويجية)
- Holmenkollen winners since 1892 - click Vinnere for downloadable pdf file (بالنرويجية)